# Amadeo Rodríguez Magro
Amadeo Rodríguez Magro (San Jorge del Alor, 12 de marzo de 1946) es un sacerdote católico español, obispo de Plasencia, entre 2003 y 2016, y de Jaén, entre 2016 y 2021.

## Biografía

### Primeros años y formación
Nació en la localidad pacense San Jorge de Alor el 12 de marzo de 1946. 
Realizó sus estudios sacerdotales en el seminario de Badajoz del que luego sería formador.

### Sacerdocio
Fue ordenado sacerdote el 14 de junio de 1970, en Badajoz, siendo su primer destino el ser coadjutor de la parroquia de San Francisco de Sales, (Mérida); convirtiéndose en su párroco de 1977 a 1983.
Obtuvo la licenciatura en Ciencias de la Educación (Catequética) en la Universidad Pontificia Salesiana de Roma y a su vuelta fue nombrado por Antonio Montero, vicario general de Evangelización y director de la Secretaría Diocesana de Catequesis. 
Fue nombrado también vicario territorial Mérida, Alburquerque y Almendralejo. Llevó a cabo, además, labores docentes en el Centro Superior de Estudios Teológicos de la Universidad de Extremadura.

### Episcopado

#### Obispo de Plasencia
El 3 de julio de 2003 fue nombrado obispo de la Diócesis de Plasencia, de donde es hijo adoptivo, por el papa Juan Pablo II y recibió la ordenación episcopal el 31 de agosto siguiente. 

#### Obispo de Jaén
El 9 de abril de 2016 fue nombrado obispo de Jaén, tomando posesión de la sede el 28 de mayo siguiente en la catedral de Jaén. El 5 de junio, festividad de la Octava del Corpus Christi ofició por primera vez en la catedral de Baeza, dos días después celebró confirmaciones en la basílica de Santa María de los Reales Alcázares de Úbeda.
El 25 de octubre de 2021, el papa Francisco le aceptó la renuncia al gobierno pastoral de la Diócesis de Jaén por límite de edad. Ejerció de administrador apostólico sede vacante hasta el 27 de noviembre.
En la Conferencia Episcopal Española es desde 2022 el responsable del área de Primer Anuncio de la Comisión Episcopal para la Evangelización, Catequesis y Catecumenado. Anteriormente, ha sido miembro de la Comisión Episcopal de Enseñanza y Catequesis (2003-2011), miembro de la Subcomisión Episcopal de Catequesis (2005-2014), miembro de la Comisión Episcopal de Misiones y Cooperación entre las Iglesias (2005-2011), presidente de la Subcomisión Episcopal de Catequesis (2014-2020) y presidente de la Comisión Episcopal para la Evangelización, Catequesis y Catecumenado (2020-2021).